# فرماندهی پدافند هوایی اسرائیل
فرماندهی پدافند هوایی اسرائیل (عبری: מערך ההגנה האווירית‎) واحدی از نیروی هوایی اسرائیل است که مسئولیت جبهه سطحی پدافند هوایی اسرائیل را برعهده دارد و پدافند هوایی ارائه شده توسط اسکادران‌های جنگنده را تکمیل می‌کند. این یگان در ابتدا بخشی از سپاه توپخانه اسرائیل بود، اما از سال ۱۹۷۰ فرماندهی پدافند هوایی به‌عنوان یگان تابع نیروی هوایی اسرائیل فعالیت می‌کند.

## تاریخچه

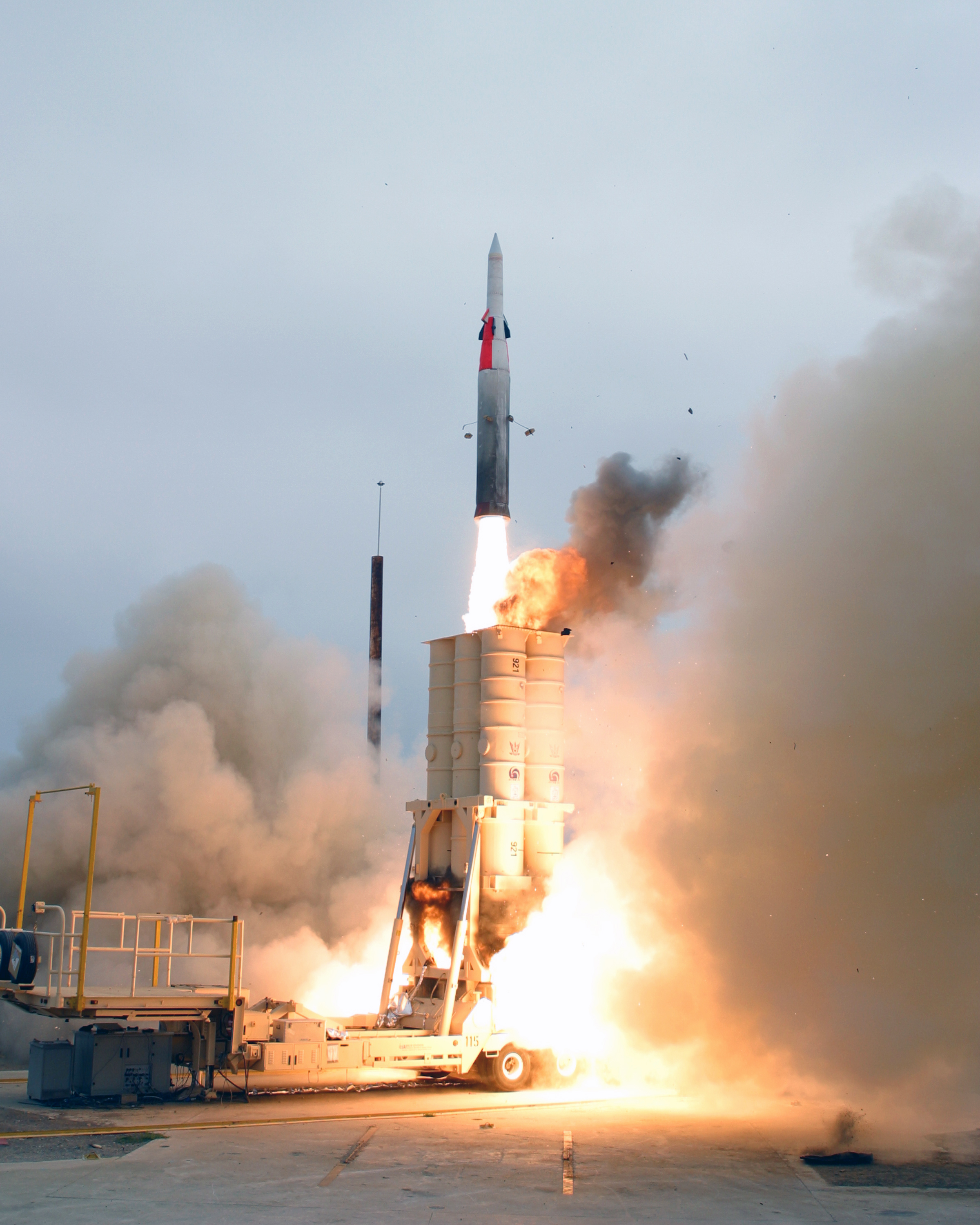
سامانه موشکی ختس

در طول جنگ اعراب و اسرائیل در سال ۱۹۴۸، شبکه پدافند هوایی به‌عنوان بخشی از سپاه توپخانه اسرائیل فعالیت می‌کرد و عمدتاً به مسلسل متکی بود. در طول دهه ۱۹۶۰ توپ‌های ضدهوایی ۴۰ میلی‌متری هدایت‌شونده با رادار و در سال ۱۹۶۵ موشک‌های زمین به هوای ام‌آی‌ام-۲۳ هاوک معرفی شدند، که توسط واحدهای زمین به هوای نیروی هوایی اداره می‌شدند. در دهه ۱۹۷۰ کل شبکه پدافند هوایی با نیروی هوایی ادغام شد.
در این دوره، فرماندهی پدافند هوایی بسیاری از سیستم‌های کوتاه‌برد توسعه‌یافته توسط ایالات متحده مانند ام‌آی‌ام-۲۳ هاوک، ام‌آی‌ام-۷۲ چاپارال و ام۱۶۳ هاوت را به کار گرفت. فرماندهی دفاع هوایی با اکثر این سیستم‌ها، عمدتاً علیه نیروی هوایی سوریه، به رهگیری‌های برتر جهانی دست یافت.
به دلیل افزایش تهدید موشکی از نوار غزه، سیستم سی-رام گنبد آهنین توسعه‌یافته توسط اسرائیل در سال ۲۰۱۱ عملیاتی شد. در سال ۲۰۱۱ این سیستم اولین رهگیری خود را انجام داد و از آن زمان صدها موشک کوتاه‌برد و میان‌برد شلیک‌شده توسط حماس از نوار غزه را رهگیری کرد و به دلیل اثربخشی و موفقیت خود تحسین جهانی را به دست آورد.
در ۲۳ سپتامبر ۲۰۱۴، یک فروند جنگنده سوخو-۲۴ نیروی هوایی سوریه توسط یک موشک زمین به هوای ام‌آی‌ام-۱۰۴پاتریوت نیروی هوایی اسرائیل سرنگون شد، پس از آنکه گفته می‌شود در جریان یک مأموریت حمله زمینی علیه نیروهای مخالف سوریه از خط آتش‌بس سوریه و اسرائیل عبور کرده بود. این اولین سرنگونی عملیاتی هواپیمای دشمن با سرنشین توسط پاتریوت در جهان بود. چند ماه قبل از آن، سامانه‌های پاتریوت اسرائیل دو پهپاد حماس را نیز سرنگون کرده بودند.